# Opius castor
Opius castor är en stekelart som beskrevs av Fischer 1968. Opius castor ingår i släktet Opius och familjen bracksteklar. Inga underarter finns listade i Catalogue of Life.